# U 979
U 979 war ein von der Kriegsmarine im Zweiten Weltkrieg gegen Kriegsende vor Island eingesetztes U-Boot vom Typ VII C. Auf seinen drei Unternehmungen beschädigte es ein Handelsschiff mit 6386 BRT (ohne Todesopfer) sowie ein Hilfskriegsschiff mit 5969 t und zwei Toten. Zudem versenkte es noch am 2. Mai 1945 ein britisches Hilfskriegsschiff mit 348 t und 23 Toten und nur einem Überlebenden. Bis zum 24. Mai 1945 war es auf See und wurde schließlich vor Amrum auf Grund gesetzt und gesprengt, nachdem die Besatzung an Land gegangen war.

## Bau und Ausstattung
U 979 hatte an der Oberfläche eine Wasserverdrängung von 769 t und unter Wasser 871 t. Es war insgesamt 67,1 m lang, 6,2 m breit, 9,6 m hoch mit einem 50,5 m langen Druckkörper und hatte einen Tiefgang von 4,74 m. Das in der Hamburger Werft Blohm & Voss gebaute U-Boot wurde von zwei Viertakt-Dieselmotoren F46 mit je 6 Zylindern und Ladegebläse der Kieler Germaniawerft mit einer Leistung von 2060 bis 2350 kW, bei Unterwasserbetrieb mit zwei Elektromotoren GG UB 720/8 von BBC mit einer Leistung von 550 kW angetrieben. Es hatte zwei Antriebswellen mit zwei 1,23 m großen Schiffsschrauben. Das Boot war zum Tauchen bis in Tiefen von 230 m geeignet.
Das U-Boot erreichte an der Oberfläche Geschwindigkeiten von bis zu 17,7 Knoten und unter Wasser bis zu 7,6 Knoten. Aufgetaucht konnte das U-Boot bei 10 Knoten bis zu 8500 Seemeilen weit fahren, untergetaucht bei 4 Knoten bis zu 80 Seemeilen. U 979 war mit fünf 53,3 cm großen Torpedorohren – vier am Bug und eins am Heck – und vierzehn Torpedos, einer 8,8-cm-Kanone SK C/35 mit 220 Schuss Munition und einer Zwillings-2-cm-FlaK C/30 ausgestattet. Das U-Boot war zudem mit einem Schnorchel ausgerüstet.

## Einsätze und Ende
Nach seiner Indienststellung diente U 979 unter dem Kommando des Kapitänleutnants Johannes Meermeier (1916–1982) in der 5. U-Flottille als Ausbildungsboot. Im August 1944 wurde das U-Boot der 9. U-Flottille und im Oktober 1944 der 11. U-Flottille zugeteilt.
Am 6. August 1944 lief das U-Boot von Kiel aus, um am 8. August 1944 den Hafen von Horten in Norwegen zu erreichen. Diesen verließ es am 14. August und erreichte am 15. August Kristiansand, wo es aufgetankt wurde. Am 15. August 1944 lief es wieder aus und lief am 27. August in Bergen (Norwegen) ein, wo das beschädigte Sehrohr ausgetauscht wurde und von wo es am 29. August 1944 zu seiner ersten Feindfahrt in den Atlantik fuhr. Am 22. September 1944 beschädigte U 979 mit einem Torpedo das im Dienst der United States Navy befindliche Schiff USS Yukon (AF-9) mit 5747 BRT, wodurch von 229 Personen an Bord zwei Mann starben und 230.000 Liter Öl ins Meer flossen. Mit Not erreichte die USS Yukon den nahe gelegenen Hafen von Reykjavík. Am 10. Oktober 1944 lief U 979 in Trondheim ein.
Am 9. November 1944 verließ U 979 Trondheim zu seiner zweiten Unternehmung in die Gewässer vor Island, wo es keine Schiffe versenken konnte, und traf am 16. Januar 1945 in Stavanger ein. Vom 26. März zum 29. März 1945 erfolgte die Verlegung nach Bergen.
Am 29. März 1945 begann von Bergen aus die dritte Unternehmung des U-Bootes. Am 2. Mai 1945 versenkte U 979 7 Seemeilen vor Skagi (Island, 64°10′N 23°12′W) mit einem Torpedo den britischen U-Boot-Jäger (Trawler) HMT Ebor Wyke (F.1601) mit 348 t, wobei 23 der 24 britischen Seeleute an Bord starben. Am 4. Mai 1945 traf ein Torpedo des U-Boots den britischen Tanker Empire Unity mit 6386 BRT, der allerdings nicht sank, sondern nach Hvalfjordur (Island) abgeschleppt werden konnte. Alle 46 Mann an Bord überlebten.
Johannes Meermeier gelang es, sein U-Boot in den letzten Kriegstagen und den Tagen danach in die Gewässer vor der Insel Amrum zu manövrieren. Hier ließ er U 979 am 24. Mai 1945 bei Wittdün auf Amrum auf Grund setzen, die Besatzung an Land gehen und das U-Boot sprengen, dessen Wrack bis heute im Sandboden bei Amrum ruht.